# Mika Noguchi
Mika Noguchi (jap. 野口美香 Noguchi Mika; ur. 9 października 1982) - japońska zapaśniczka w stylu wolnym. Zajęła 14 miejsce na mistrzostwach świata w 2002. Mistrzyni Azji w 2003. Uniwersytecka mistrzyni świata w 2002 roku.